# Josef Weber (Friedensaktivist)
Josef Weber (* 11. Juni 1908 in Speyer; † 22. August 1985) war ein Oberst der deutschen Wehrmacht und seit den 1950er Jahren als Funktionär des Bunds der Deutschen, der Deutschen Friedens-Union und der Aktion Demokratischer Fortschritt tätig.

## Leben

### Offizier der Wehrmacht
Josef Weber entstammte einer streng kaisertreuen Familie. Nach dem Einschlagen einer militärischen Karriere diente er in der Wehrmacht zunächst als Ordonnanzoffizier von Friedrich von Rabenau. Im Russlandfeldzug bekleidete er den Rang eines Obersts und war als Generalstabsoffizier tätig. In britischer Kriegsgefangenschaft stand er mit dem kommunistischen Verleger Oswald Dobbeck in Kontakt.

### Politische Karriere
Seit 1953 war Weber im Bund der Deutschen (BdD) aktiv. Infolge der Listenverbindung bei der Bundestagswahl 1953 mit der Gesamtdeutschen Volkspartei (GVP) kandidierte er auf der GVP-Landesliste in Nordrhein-Westfalen für den Bundestag. Seit 1955 war er hauptamtlicher Funktionär des BdD. In dieser Funktion wurde er Redakteur der Deutschen Volkszeitung. Von 1956 bis 1961 fungierte er als Generalsekretär des BdD, ab 1964 als dessen letzter Parteivorsitzender. 1961 trat er als Bundestagskandidat der Deutschen Friedens-Union (DFU) an, in den 1970er Jahren war er hauptamtlich für die Aktion Demokratischer Fortschritt (ADF) und die DFU tätig.

### Prozess
1958 wurde Josef Weber nach der Gründung der „Tatgemeinschaft für Frieden und Einheit“ wegen Vergehen und Verbrechen nach den §§ 90a, 128, 94, 47, 73 StGB (Geheimbündelei, Gründung einer verfassungsfeindlichen Organisation) angeklagt, 1959 jedoch vor dem Landgericht Koblenz freigesprochen. Hintergrund war das Verbot kommunistischer oder als kommunistisch beeinflusst geltender Organisationen in der Bundesrepublik Deutschland (so 1952 der FDJ, 1956 der KPD).

### Krefelder Appell
1980 initiierte Josef Weber mit einigen Vertretern der Kampf-dem-Atomtod-Bewegung den sogenannten Krefelder Appell, der sich gegen den NATO-Doppelbeschluss und die Fortsetzung des atomaren Wettrüstens wandte. Er entwarf mit Gert Bastian den Text, den Karl Bechert, Petra Kelly, Martin Niemöller, Helmut Ridder, Christoph Strässer und Gösta von Uexküll als Erstunterzeichner mittrugen.
Obwohl der Appell nicht von Weber allein verfasst und gebilligt worden war, war seine Beteiligung einer der Gründe, dass die SPD den Appell nicht mittrug und die Initiatoren zum Teil als „nützliche Idioten“ der SED oder sogar als von der Sowjetunion bezahlt und ferngelenkt darstellte. Der Krefelder Appell wurde bis 1983 von vier Millionen Bundesbürgern unterschrieben.

## Auszeichnungen
1973 erhielt Weber die Friedensmedaille des DDR-Friedensrates, 1985 den Lenin-Friedenspreis der Sowjetunion.